# 22 (chanson de Lily Allen)
Pour les articles homonymes, voir 22.
22 est une chanson de Lily Allen, issue de l'album It's Not Me, It's You, en duo avec Ours sur une version française. Ce titre est sorti en 2009.

## Thème de la chanson
À propos de 22, Lily Allen a été très explicite quant à la signification et la genèse des paroles : « Cette chanson parle des filles qui, un jour, passé 30 ans, se réveillent et se rendent compte qu’elles n’ont rien fait de leur vie, soit parce qu’on leur a toujours dit qu’il leur suffisait d’être belles pour exister, soit parce qu’elles ont, d’elles-mêmes, toujours préféré miser sur leurs beaux sourires plutôt que de se construire vraiment en tant que femmes. C’est une chanson triste parce que ces femmes se rendent compte de tout ça trop tard ».